# 증기 발생기

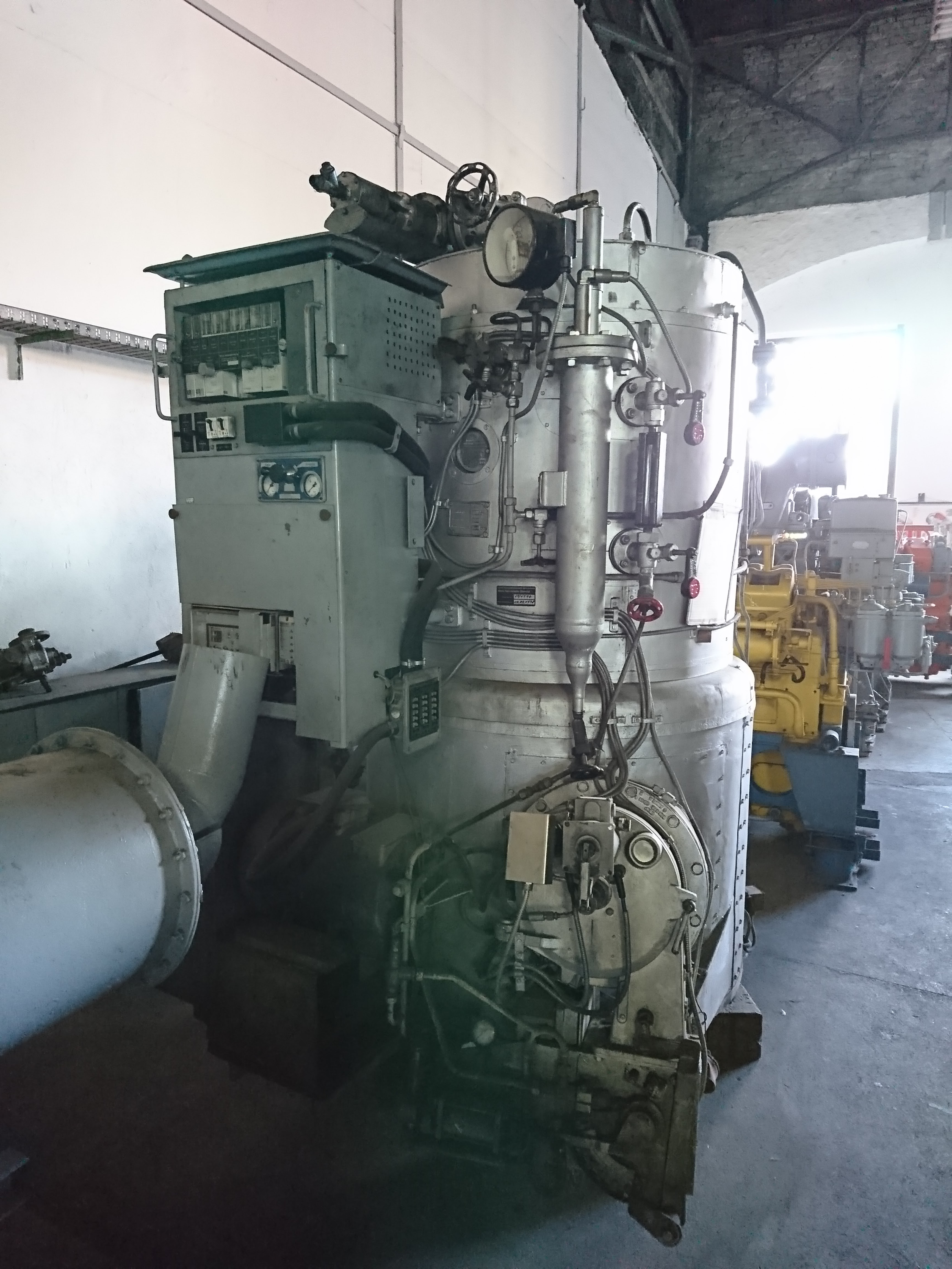

증기 발생기(steam generator)는 철도에서 동력 목적이 아닌 객차의 냉난방 등을 위하여 증기를 생성, 공급하는 장치를 말한다. 기관차나 난방차에 이 장치가 탑재되었으며, 현재는 쓰이지 않는다.

## 개요
증기 발생기는 일종의 보일러 설비이다. 석유 등을 연소시켜 그 열로 물을 끓이고, 여기서 증기를 발생시켜 이를 각 객차에 도관을 통해서 공급하는 일련의 장치를 의미한다.
증기 발생기는 과거 전기 난방이 도입되기 이전에 사용되었다. 과거의 객차는 전기 공급에 의해서 난방을 하지 않고, 기관차나 난방차로부터 가열된 증기를 공급받아 그 열을 바탕으로 객차 난방을 해결하였다. 이 증기는 과거 증기 기관차시절에는 기관차에서 동력용으로 발생시킨 증기를 일부 공급받음으로서 해결할 수 있었으나, 증기 기관차가 도태되고 전기 난방이 본격 도입되지 않았던 기간 동안에는 증기를 공급할 원천이 필요하였다.
이를 해결하기 위한 방법으로, 디젤기관차나 전기기관차에 직접 증기 발생기를 탑재하는 방식과, 별도의 전용 차량을 연결하여 이를 해결하는 방식 두가지가 고려되었다. 기관차에 직접 증기발생기를 탑재할 경우, 편성장을 줄일 수 있고, 기관차의 공간 여유를 효율적으로 활용할 수 있으며, 차량의 입환을 최소화할 수 있다는 장점을 가지고 있으나, 난방이 불필요한 경우에도 이를 제거할 수 없고, 그 크기제약이 커서 증기 공급량이 불충분할 수 있는 등의 단점이 있다. 반대로 별도의 전용 차량을 연결할 경우, 충분한 크기를 갖추어 장대열차에 증기 공급을 할 수 있으며, 계절에 따라 제거할 수 있지만, 조작에 추가 인원을 소요하고, 편성장이 늘어나며, 입환 소요가 생기는 단점이 생긴다.
과거 한국에서는 비록 차량 편성장이 길어지는 단점이 있었지만, 혹한이 많은 기후 하에서 충분한 용량의 증기를 공급할 수 있고 계절적 필요에 따라 분리할 수 있는 난방차연결을 선호한 것으로 보인다.
한편, 몇몇 객차에서는 공급받은 증기를 바탕으로 냉방을 실현하는 예도 존재하였으나, 흔한 방식은 아니다.
증기발생기의 사진비등수형원자로

## 관련 차량
- 난방차